# Железный поток (фильм)
«Железный поток» — советский художественный цветной широкоформатный фильм, снятый в 1967 году режиссёром Ефимом Дзиганом по одноимённой эпопее Александра Серафимовича. Премьера состоялась 5 ноября 1967 года. В прокате фильм посмотрело 22,2 млн зрителей.
В основе сюжета — тяжёлый поход Таманской армии через районы, занятые белыми войсками. Время действия — лето 1918 года, начало Гражданской войны.

## В ролях
- Николай Алексеев — Кожух[1], командир Таманской армии
- Лев Фричинский — Артёмов, комполка
- Владимир Ивашов — Алексей Приходько
- Николай Дупак — Волосатов, комполка
- Николай Денисенко — Степан Безуглый
- Анатолий Дегтярь — Опанасов
- Яков Гладких — Смирнюк
- Г. Заславец — Голован
- Ирина Мурзаева — Горпина (озвучила Валентина Владимирова)
- Нина Алисова — Клавдия
- Леонид Галлис — генерал А. И. Деникин
- Владимир Седов — генерал В. Л. Покровский
- Николай Засеев-Руденко — адъютант генерала Покровского
- Николай Трофимов — солдат Чирик
- Борис Битюков — красный командир
- Валентин Голубенко — Смолокуров
- Владимир Протасенко – красноармеец

## Съёмочная группа
- Режиссёр: Ефим Дзиган
- Сценарист: Ефим Дзиган, Аркадий Первенцев
- Оператор-постановщик: Алексей Темерин
- Композитор: Вано Мурадели

## Награды
- Первая премия за лучший историко-революционный фильм — ВКФ (1968) в Ленинграде;
- Большой приз «Золотой идол древних инков» — МКФ в Чикалайо-1970 (Перу).